# Lijst van voetbalinterlands Faeröer - Noorwegen
Deze lijst van voetbalinterlands is een overzicht van alle officiële voetbalwedstrijden tussen de nationale teams van Faeröer en Noorwegen. De landen hebben tot op heden vijf keer tegen elkaar gespeeld. De eerste ontmoeting was een vriendschappelijke wedstrijd op 13 mei 1992 in Oslo. Het laatste duel, eveneens een vriendschappelijke wedstrijd, vond plaats op 16 november 2023 in de Noorse hoofdstad.

## Wedstrijden
| № | Plaats   | Datum            | Competitie           | Wedstrijd           | Uitslag |
| - | -------- | ---------------- | -------------------- | ------------------- | ------- |
| 1 | Oslo     | 13 mei 1992      | Vriendschappelijk    | Noorwegen – Faeröer | 2 – 0   |
| 2 | Toftir   | 11 augustus 1993 | Vriendschappelijk    | Faeröer − Noorwegen | 0 − 7   |
| 3 | Tórshavn | 10 juni 2019     | EK 2020 kwalificatie | Faeröer – Noorwegen | 0 – 2   |
| 4 | Oslo     | 15 november 2019 | EK 2020 kwalificatie | Noorwegen – Faeröer | 4 − 0   |
| 5 | Oslo     | 16 november 2023 | Vriendschappelijk    | Noorwegen − Faeröer | 2 − 0   |

## Samenvatting
| Competitie        | Totaal gespeeld | Winst Faeröer | Gelijk | Winst Noorwegen | Doelsaldo Faeröer – Noorwegen |
| ----------------- | --------------- | ------------- | ------ | --------------- | ----------------------------- |
| EK-kwalificatie   | 2               | 0             | 0      | 2               | 0 − 6                         |
| Vriendschappelijk | 3               | 0             | 0      | 3               | 0 − 11                        |
| Totaal            | 5               | 0             | 0      | 5               | 0 − 17                        |

Wedstrijden bepaald door strafschoppen worden, in lijn met de FIFA, als een gelijkspel gerekend.

## Details

### Eerste ontmoeting
| Vriendschappelijk (Oslo, Noorwegen, 13 mei 1992): |              | |
| Noorwegen | 2 – 0        | Faeröer |
| Gøran Sørloth 40' Lars Bohinen 63' | goals        | |
| Egil Olsen | bondscoach   | Páll Guðlaugsson |
| Frode Grodås Henning Berg Rune Bratseth Roger Nilsen 42' Karl Petter Løken 46' Lars Bohinen Kjetil Rekdal Øyvind Leonhardsen 62' Jahn Ivar Jakobsen Gøran Sørloth Frank Strandli | opstellingen | Kaj Leo Johannesen Jóannes Jakobsen Tummas Eli Hansen Kurt Mørkøre Allan Mørkøre Torkil Nielsen 60' Alvi Justinussen 78' Kári Reynheim 78' Jákup Símun Simonsen Todi Jónsson Jan Allan Müller |
| Stig Inge Bjørnebye 42' Jan Ove Pedersen 46' Erik Mykland 62' | wissels      | 60' Oluf Mortensen 78' Øssur Hansen 78' Harley Bertholdsen |
| Gøran Sørloth ??' | rode kaarten | |

### Tweede ontmoeting
| Vriendschappelijk (Toftir, Faeröer, 11 augustus 1993): |              | |
| Faeröer | 0 – 7        | Noorwegen |
| | goals        | 6' (pen.) Lars Bohinen 9' Øyvind Leonhardsen 27' Mons Ivar Mjelde 39' Mons Ivar Mjelde 74' Egil Østenstad 75' Jan Pedersen 87' Egil Østenstad                                  |
| Páll Guðlaugsson | bondscoach   | Egil Olsen |
| Bjarni Johansen 46' Jóannes Jakobsen Óli Johannesen 33' Kurt Mørkøre Jan Dam Jón Johannesen 23' Ábraham Hansen Kári Reynheim Bjarki Mohr 53' Allan Mørkøre Uni Arge 64'                                                                                  | opstellingen | Einar Rossbach Ole Einar Martinsen Tore Pedersen Dan Eggen Geirmund Brendesæter Jan Pedersen Lars Bohinen 46' Erik Mykland Øyvind Leonhardsen Jostein Flo 72' Mons Ivar Mjelde |
| Páll á Reynatúgvu 23' 73' Alvi Justinussen 33' Jens Martin Knudsen 46' Jens Rasmussen 53' Súni Fríði Johannesen 64' Eyðfinn Olsen 73' | wissels      | 46' Tom Kåre Staurvik 72' Egil Østenstad |
| Uni Arge 13' Alvi Justinussen 75' | gele kaarten | |
| - Debuut van Bjarni Johansen, Eyðfinn Olsen, Bjarki Mohr en Súni Johannesen voor Faeröer. - Debuut van Dan Eggen, Tom Kåre Staurvik, Mons Ivar Mjelde en Egil Østenstad voor Noorwegen. - Interlanddebuut van scheidsrechter Lars Gerner uit Denemarken. |              | |

FSF · A-internationals · Statistieken · Bondscoaches · Faeröers vrouwenelftal · Faeröer U21 · Faeröer U20 · Faeröer U19 · Faeröer U18 · Faeröer U17 · Faeröer U16
1980 – 1989 ·
1990 – 1999 ·
2000 – 2009 ·
2010 – 2019 ·
2020 – 2029
1988 · 
1989 · 
1990 ·
1991 · 
1992 · 
1993 · 
1994 · 
1995 · 
1996 · 
1997 · 
1998 · 
1999 · 
2000 · 
2001 · 
2002 · 
2003 · 
2004 · 
2005 · 
2006 · 
2007 · 
2008 · 
2009 · 
2010 · 
2011 · 
2012 · 
2013 · 
2014 · 
2015 · 
2016 ·
2017 ·
2018 ·
2019 ·
2020 ·
2021 ·
2022 ·
2023 ·
2024
Albanië ·
Andorra ·
Armenië ·
Azerbeidzjan ·
België ·
Bosnië en Herzegovina ·
Canada ·
Cyprus ·
Denemarken ·
Duitsland ·
Estland ·
Finland ·
Frankrijk ·
Georgië ·
Gibraltar ·
Griekenland ·
Hongarije ·
Ierland ·
IJsland ·
Israël ·
Italië ·
Joegoslavië ·
Kazachstan ·
Kosovo ·
Letland · 
Liechtenstein ·
Litouwen ·
Luxemburg ·
Malta ·
Moldavië ·
Nederland ·
Noord-Ierland ·
Noord-Macedonië ·
Noorwegen ·
Oekraïne ·
Oostenrijk ·
Polen ·
Portugal ·
Roemenië ·
Rusland ·
San Marino ·
Schotland ·
Servië ·
Servië en Montenegro · 
Slovenië ·
Slowakije ·
Spanje ·
Thailand ·
Tsjechië ·
Tsjecho-Slowakije ·
Turkije ·
Wales ·
Zweden ·
Zwitserland
NFF · A-internationals · Selecties · Bondscoaches · Noors vrouwenelftal · Olympisch elftal · Noorwegen U21 · Noorwegen U20 · Noorwegen U19 · Noorwegen U18 · Noorwegen U17 · Noorwegen U16 · Vrouwen U17
1908 – 1919 ·
1920 – 1929 ·
1930 – 1939 ·
1940 – 1949 ·
1950 – 1959 ·
1960 – 1969 ·
1970 – 1979 ·
1980 – 1989 ·
1990 – 1999 ·
2000 – 2009 ·
2010 – 2019 ·
2020 − 2029
EK 2000
WK 1938 ·
WK 1994 ·
WK 1998
OS 1912 · 
OS 1920 · 
OS 1936 · 
OS 1952 · 
OS 1984
1908 ·
1909 ·
1910 ·
1911 ·
1912 · 
1913 · 
1914 · 
1915 · 
1916 · 
1917 · 
1918 · 
1919 · 
1920 · 
1921 · 
1922 · 
1923 · 
1924 · 
1925 · 
1926 · 
1927 · 
1928 · 
1929 · 
1930 · 
1931 · 
1932 · 
1933 · 
1934 · 
1935 · 
1936 · 
1937 · 
1938 · 
1939 · 
1940 – 1944 · 
1945 · 
1946 · 
1947 · 
1948 · 
1949 · 
1950 · 
1952 · 
1952 · 
1953 · 
1954 · 
1955 · 
1956 · 
1957 · 
1958 · 
1959 · 
1960 · 
1961 · 
1962 · 
1963 · 
1964 · 
1965 · 
1966 · 
1967 · 
1968 · 
1969 · 
1970 · 
1971 · 
1972 · 
1973 · 
1974 · 
1975 · 
1976 · 
1977 · 
1978 · 
1979 · 
1980 · 
1981 · 
1982 · 
1983 · 
1984 · 
1985 · 
1986 · 
1987 · 
1988 · 
1989 · 
1990 ·
1991 · 
1992 · 
1993 · 
1994 · 
1995 · 
1996 · 
1997 · 
1998 · 
1999 · 
2000 · 
2001 · 
2002 · 
2003 · 
2004 · 
2005 · 
2006 · 
2007 · 
2008 · 
2009 · 
2010 · 
2011 · 
2012 · 
2013 · 
2014 · 
2015 · 
2016 · 
2017 · 
2018 ·
2019 ·
2020 ·
2021 ·
2022 ·
2023 ·
2024
Albanië ·
Argentinië ·
Armenië ·
Australië ·
Azerbeidzjan ·
Bahrein ·
België ·
Bermuda ·
Bosnië en Herzegovina ·
Brazilië ·
Bulgarije ·
China ·
Colombia ·
Costa Rica ·
Cyprus ·
Denemarken ·
DDR ·
Duitsland ·
Egypte ·
Engeland ·
Estland ·
Faeröer ·
Finland ·
Frankrijk ·
Georgië ·
Ghana ·
Gibraltar ·
Grenada ·
Griekenland ·
Guatemala ·
Honduras ·
Hongarije ·
Hongkong ·
Ierland ·
IJsland ·
Israël ·
Italië ·
Jamaica ·
Japan ·
Joegoslavië ·
Jordanië ·
Kameroen ·
Kazachstan ·
Koeweit ·
Kosovo ·
Kroatië ·
Letland ·
Litouwen ·
Luxemburg ·
Malta ·
Marokko ·
Mexico ·
Moldavië ·
Montenegro ·
Nederland ·
Nieuw-Zeeland ·
Nigeria ·
Noord-Ierland ·
Noord-Korea ·
Noord-Macedonië ·
Oekraïne ·
Oman ·
Oostenrijk ·
Panama ·
Paraguay ·
Polen ·
Portugal ·
Qatar ·
Roemenië ·
Rusland ·
Saarland ·
San Marino ·
Saoedi-Arabië ·
Schotland ·
Senegal ·
Servië ·
Servië en Montenegro ·
Singapore ·
Slovenië ·
Slowakije ·
Sovjet-Unie ·
Spanje ·
Thailand ·
Trinidad en Tobago ·
Tsjechië ·
Tsjecho-Slowakije ·
Tunesië ·
Turkije ·
Uruguay ·
Verenigde Arabische Emiraten ·
Verenigde Staten ·
Verenigd Koninkrijk ·
Wales ·
Wit-Rusland ·
Zuid-Afrika ·
Zuid-Korea ·
Zweden ·
Zwitserland